# R. Martin Klein
Robert Mark Klein (født 1. oktober 1947) er en amerikansk filmskuespiller.